# Marshal of Cripple Creek
Marshal of Cripple Creek (Brasil: Cartas Marcadas ) é um filme norte-americano de 1947, do gênero faroeste, dirigido por R. G. Springsteen e estrelado por Allan Lane e Bobby Blake.

## Produção
Marshal of Cripple Creek é o último dos sete faroestes B a estrelar Allan Lane no papel do cowboy Red Ryder. É também a vigésima-terceira e última produção da Republic Pictures com o herói dos quadrinhos, criado em 1938.
A pobreza da produção, se comparada com os filmes iniciais da série, já sinalizava o fim. Red Ryder, contudo, não estava morto para o cinema: suas aventuras foram retomadas pela Eagle-Lion em quatro filmes em cores de 1949. Nestes, o justiceiro foi vivido por Jim Bannon, enquanto Little Brown Jug ficou com a parte de Little Beaver (Pequeno Castor ou Castorzinho no Brasil).

## Sinopse
Red Ryder e Little Beaver, com a ajuda de Tom Lambert, um bandido regenerado, investigam quem está roubando os carregamentos de ouro de uma cidade mineira do Colorado.

## Elenco
| Ator/Atriz       | Personagem      |
| ---------------- | --------------- |
| Allan Lane       | Red Ryder       |
| Bobby Blake      | Little Beaver   |
| Martha Wentworth | Duquesa         |
| Trevor Bardette  | Tom Lambert     |
| Tom London       | Baker           |
| Roy Barcroft     | Sweeney         |
| Gene Stutenroth  | Long John Case' |
| William Self     | Dick Lambert    |
| Helen Wallace    | Mae Lambert     |